# Футуърк FA17
Футуърк FA17 е болид от Формула 1 с който отборът на Футуърк участва за сезон 1996. Пилотирано е от Йос Верстапен, който премина от Симтек и Рикардо Росет от Формула 3000 където там се състезавал.
Футуърк привлече Том Уолкиншоу от единия от основателите на Ероуз, Джаки Оливър в началото на сезона. 1996 бе една от отписваните сезони като те фокусират вниманието си за 1997. Това е нещо като разочорование след като в началото болидът бе надежден в ръцете на Йос Верстапен. Обаче липса на разработване и липса от мощност на двигателяХарт и тима се свлече надолу в класирането в края на сезона. Напредъкът бе още по-затруднено след като сключиха договор с японската компания за гуми Бриджстоун които са готови за сезон 1997.
Макар че през целия сезон Верстапен бе номер едно на Футуърк, той е завършил само в три от общо 16 състезания поради няколко механични повреди, включително и залепване на газта което е довело до катастрофата му в Спа. От друга страна Рикардо Росет бе изненадващо стабилен за новобранец като финишира половината от състезанията, но забеляжващо бавен от съотборника му. Нито един от пилотите останаха за следващия сезон, като са заменени от шампиона Деймън Хил, който изненадващо бе привлечен от Уолкиншоу и бразилеца Педро Диниз, карайки за Лижие за 1996.
Отборът финишира на девета позиция с едната точка която Верстапен я постигна в Аржентина.

## Резултати от Формула 1
| Година | Отбор   | Двигател | Гуми | Пилоти        | 1   | 2   | 3   | 4   | 5   | 6   | 7   | 8   | 9   | 10  | 11  | 12  | 13  | 14  | 15  | 16  | Точки | WCC |
| ------ | ------- | -------- | ---- | ------------- | --- | --- | --- | --- | --- | --- | --- | --- | --- | --- | --- | --- | --- | --- | --- | --- | ----- | --- |
| 1996   | Футуърк | Харт V8  | Г    |               | AUS | BRA | ARG | EUR | SMR | MON | ESP | CAN | FRA | GBR | GER | HUN | BEL | ITA | POR | JPN | 1     | 9-и |
| 1996   | Футуърк | Харт V8  | Г    | Рикардо Росет | 9   | Ret | Ret | 11  | Ret | Ret | Ret | Ret | 11  | Ret | 11  | 8   | 9   | Ret | 14  | 13  | 1     | 9-и |
| 1996   | Футуърк | Харт V8  | Г    | Йос Верстапен | Ret | Ret | 6   | Ret | Ret | Ret | Ret | Ret | Ret | 10  | Ret | Ret | Ret | 8   | Ret | 11  | 1     | 9-и |